# Поль (Нассау)
Поль (нем. Pohl) — община в Германии, в земле Рейнланд-Пфальц.
Входит в состав района Рейн-Лан. Подчиняется управлению Нассау. Население составляет 342 человека (на 31 декабря 2010 года). Занимает площадь 4,24 км².